# Fredric Hasselquist
Fredric Hasselquist est un médecin, naturaliste et explorateur suédois, né le 3 janvier 1722 à Törnevalla dans la province d'Ostrogothie et mort le 9 février 1752 à Smyrne. Il est l'un des apôtres de Linné et était considéré comme l'un de ses étudiants les plus prometteurs.

## Biographie

### Jeunesse et études
Fredric Hasselquist, fils du pasteur Magnus Hasselquist et de Helena Maria Pontin, est né le 3 janvier 1722 à Törnevalla. Il grandit dans une famille pauvre et son père meurt alors qu'il est âgé de 12 ans. Il fréquente l'école et le gymnase de Linköping. Il entre à l'université d'Uppsala le 12 octobre 1741 et y suit les cours de Carl von Linné (1707-1778). Il y défend une thèse intitulée Vires plantarum le 20 juin 1747. Il profite également de son séjour à Uppsala pour apprendre l'arabe en vue de son voyage. Le 23 février 1749, il défend une deuxième thèse, à Stockholm et en médecine cette fois Theses medicae. Il sera nommé docteur en médecine de l'université d'Uppsala le 8 mars 1751 alors qu'il se trouve en Égypte.
En 1747, il est admis à l'Académie royale des sciences de Suède. Dès la fin des années 1740, il travaille comme médecin parallèlement à ses études.

### Expédition en Asie mineure et au Moyen-Orient (1749-1752)
À la suite de la demande de Linné, qui regrette que l’on sache si peu de la faune et de la flore de Palestine, Hasselquist décide de partir documenter les plantes et les animaux de la Bible. Des bourses académiques, différents dons et des emprunts lui permettent d’obtenir l’argent nécessaire au voyage. Il part de Stockholm le 7 août 1749 et arrive à Smyrne, l'actuelle Izmir, le 27 novembre 1749. Il visite l’Asie Mineure, puis se rend en Égypte, arrivant à Alexandrie le 13 mai 1750, puis au Caire. En mars 1751, il quitte se ville pour se rendre à Damiette et Jaffa où il arrive le 1er avril. Son voyage se poursuit ensuite par Jérusalem, Jéricho, la mer morte, Bethléem, Tibériade, Nazareth et le mont Tabor. Il se rend ensuite sur l’île de Chypre, avant de regagner Smyrne. Il constitue une importante collection d’histoire naturelle. Mais sa santé est fragile et il meurt des suites des fatigues du voyage le 9 février 1752 à Smyrne.
Lorsqu'il meurt, Hasselquist est très endetté et ses débiteurs à Smyrne conservent ses collections et ses notes en caution. Carl von Linné parvient à convaincre la reine de Suède Louise-Ulrique de racheter le tout, ce qu'elle fait en 1754.  Ses collections et ses notes arrivent finalement en bon état en Suède et Linné fait paraître, cinq ans après la mort d’Hasselquist, le compte rendu de son voyage sous le titre Iter Palæstinum, Eller Resa til Heliga Landet, Förrättad Ifrån år 1749 til 1752. Il est traduit en allemand en 1762, en anglais en 1766 puis en français en 1769 sous le titre Voyages dans le Levant, dans les années 1749, 50, 51 & 52.

## Hommages
Carl von Linné nomme le genre botanique Hasselquistia en hommage à Fredric Hasselquist.